# Барановичский комбинат железобетонных конструкций
Барановичский комбинат железобетонных конструкций (бел. Баранавіцкі камбінат жалезабетонных канструкцый) — белорусское предприятие промышленности строительных материалов, расположенное в городе Барановичи Брестской области.

## История
10 февраля 1965 года приказом Министерства строительства БССР № 59 в Барановичах был организован комбинат железобетонных конструкций по производству сборного железобетона для гражданского и промышленного строительства. Ввод в эксплуатацию первой очереди комбината состоялся 8 февраля 1968 года. Полностью комбинат был введён в эксплуатацию в 1969 году. В 1975 году комбинат получил статус образцово-показательного предприятия Министерства промышленного строительства СССР. Первоначально специализировался на производстве плит перекрытий и плит пустотного настила.
В 2000 году комбинат преобразован в производственное республиканское унитарное предприятие (ПРУП) «Барановичский КЖБК», в том же году комбинат возглавил Юрий Громаковский (в 2013 году стал председателем Барановичского горисполкома). В 2009 году комбинат преобразован в открытое акционерное общество.

## Современное состояние
Комбинат производит сборные железобетонные изделия (плиты пустотного настила, плиты ребристые, аэродромные плиты, стойки опор ЛЭП, сваи, колонны, ригели, балки), изделия из термопластбетона, товарный бетон и растворы, товарную арматуру. В 2015 году 48 % выручки пришлось на стойки опор ЛЭП, 17 % — на аэродромные плиты, 13 % — на плиты пустотного настила, 7 % — на дорожные плиты. Предприятие экспортирует железобетонные конструкции, забивные сваи, стойки ЛЭП, плиты дорожных и аэродромных покрытий. В 2019 году экспорт составил 6 млн долларов. Производственные мощности составляют 195 тыс. м³ железобетонных конструкций ежегодно, площадь основных производственных помещений — 36,6 тыс. м². В 2015 году действовало 3 производственных цеха (бетоносмесительный, арматурный, формовочный) и 9 вспомогательных подразделений. По состоянию на 2015 год на комбинате работало 500 человек. По состоянию на 2018 год на комбинате работало 390 человек.
По состоянию на 2015 год 99,025 % акций предприятия находились в собственности государства, 0,975 % — у 254 физических лиц. В 2015 году выручка составила 12,9 млн долларов.
В 2014 и 2016 годах пакет акций предприятия выставлялся на продажу с целью привлечения стратегического инвестора, но инвестор не был найден.
В 2017 году комбинат был присоединён к ОАО «Кричевцементношифер» в качестве филиала. В 2020 году к Барановичскому КЖБК были присоединены другие филиалы «Кричевцементношифера» по производству железобетонных изделий («Новополоцкжелезобетон», «Молодечножелезобетон», «Рогачевжелезобетон», «Завод сборного железобетона № 3 г. Витебска»), которые были преобразованы в производственные участки Барановичского КЖБК.